# تويفيلو موليدا
تويفيلو موليدا (بالفرنسية: Toifilou Maoulida)‏ (مواليد 8 يونيو 1979 في جاوجي - فرنسا) لاعب كرة قدم فرنسي يلعب حاليا لصالح نادي الدرجة الأولى لنس الفرنسي منذ 2008 في مركز المهاجم .

## روابط خارجية
- تويفيلو موليدا على موقع رابطة كرة القدم الفرنسية للمحترفين (الإنجليزية)
- تويفيلو موليدا على موقع قاعدة بيانات كرة القدم.إي يو (الإنجليزية)
- تويفيلو موليدا على موقع Soccerway.com (الإنجليزية)
- تويفيلو موليدا على موقع عالم كرة القدم.نت (الإنجليزية)
- تويفيلو موليدا على موقع كووورة
- تويفيلو موليدا على موقع AS.com (الإسبانية)